# Русалочка (фильм, 1976, Чехословакия)
«Русалочка» (чеш. Malá mořská víla, в дословном переводе — «Маленькая морская фея») — экранизация сказки Ханса Кристиана Андерсена производства Чехословакии. Премьера картины состоялась 12 ноября 1976 года.

## Сюжет
В качестве подарка ко дню рождения своей младшей дочери, безымянной Русалочки, Король всех морей топит людской корабль. Дарами с корабля Русалочка делится с сестрой: всё, что интересно ей — иллюстрированные книги, в которых изображена другая жизнь, жизнь людей. Отец решает выдать Русалочку замуж за одного из морских принцев. Та оказывается против, но с женихом всё же знакомится. От него Русалочка узнаёт о земном мире. 
Гости морского Короля после окончания празднований поднимаются на поверхность моря. В это же время земной Принц слышит посреди океана чарующий голос и понимает, что он принадлежит морской деве. Чтобы увидеть её, Принц меняет курс, и корабль разбивается на рифах. Русалочка влюбляется в Принца, спасает его из морских вод и впервые оказывается близко к земле, найдя сушу для утопающего принца. Оставив потерявшего сознание юношу на берегу, Русалочка уплывает в свой мир. Принца приводит в себя неизвестная девушка. 
Русалочка, отчаянно желающая воссоединиться с любимым, обращается за помощью к морской колдунье. Та сотворяет для Русалочки волшебное зелье, способное дать ей пару стройных ног в обмен на ее прекрасный голос, но предупреждает, что каждый шаг для Русалочки будет мучительной болью, хоть она и станет лучшей танцовщицей среди всех девушек. Также Русалочка навсегда потеряет возможность вернуться в море, а в случае женитьбы принца на другой девушке сердце Русалочки разорвется, и на рассвете она станет морской пеной. 
Русалочка соглашается на условия, и её выбрасывает на берег. 
Сразу же её обнаруживает Принц и относит к себе в замок, пораженный её красотой и изяществом.
Русалочка счастлива вместе с любимым и следует за ним повсюду, несмотря на то, что её ноги кровоточат от каждого шага. Однажды Принц признается, что хоть ему и нравится Русалочка, он не может забыть девушку, спасшую его во время бури. В отчаянии Русалочка взвывает о помощи к отцу, и Король вручает дочери нож, с помощью которого Русалочка может вернуться обратно в море, убив Принца и его избранницу. 
Вскоре Принц отправляется в соседнюю страну на смотрины принцессы, выбранной для него в качестве потенциальной невесты. Ею оказывается та самая девушка, обнаружившая принца после кораблекрушения. Скрепя сердце Русалочка дарит принцессе цветы, поздравляя ее со свадьбой. 
Перед рассветом Русалочка совершает попытку убийства мирно спящих новобрачных. Вся её семья ожидает возвращения младшей дочери, а Король подталкивает Русалочку к такому решению. Но она все же оставляет любимого в живых ценой собственной жизни. Выбросив нож в море и прыгнув в его волны сама, с восходом солнца Русалочка превращается в морскую пену. Вышедшим искать её Принцу и Принцессе на память о Русалочке остается лишь её песня и розовые цветы на поверхности моря.

## В ролях
- Мирослава Шафранкова — Русалочка
- Радован Лукавски — морской король
- Петр Свойтка — земной принц
- Либуше Шафранкова — принцесса
- Милена Дворска — морская колдунья
- Мари Росулкова — бабушка Русалочки
- Петр Скарке — рассказчик (озвучивание)
- Ян Похан — король южного королевства
- Хана Талпова — мать принца
- Ян Вагнер — морской принц
- Дагмар Патрасова — старшая сестра Русалочки
- Петр Свобода — кронпринц Саргассова моря
- Яна Швандова – Королева Золотого моря

## Производство
Карел Кахиня долго вынашивал идею снять фильм по своей любимой сказке «Русалочка» в более мрачном ключе, чем остальные фильмы по сказкам. Но съёмки постоянно откладывались из-за сложностей технической стороны процесса. После просмотра советской кинокартины«Человек-амфибия», Карел решил прибегнуть к подводным съёмкам, а сцены с использованием речи снимать в павильонах киностудии, но, опять же, ввиду финансовых затруднений ему пришлось оставить эту идею. Карел сильно переживал из-за этого и чуть было не отказался от своего замысла, но всё же решился снимать фильм дальше с условием найти подходящую натуру, напоминающую морское дно. Но возникла новая проблема — костюмы морских обитателей. И тогда художница по костюмам Шарка Хейнова придумала альтернативный вариант костюмов для русалок, которые больше походили на облачения морских нимф. Такой вариант устроил режиссёра, так как это выглядело необычно и к тому же значительно облегчило работу. На главную роль режиссёр хотел взять исключительно Либуше Шафранкову, знаменитую благодаря фильму «Три орешка для Золушки» (1973), но та уступила своей младшей сестре — Мирославе, которая очень хотела сыграть эту роль. В итоге её утвердили на роль Русалочки, а Либуше досталась роль Принцессы. Сцены с видом на океан были сделана в Германии, основные же съёмки проходили в чешском городе Кладрубы и в Праге. Пустынные пейзажи морского дна снимались в Праховских скалах, также известными как «Чешский рай»; замком принца стал замок Вельтрусы.